# Эрастус, Томас
То́мас Эра́стус (лат. Thomas Erastus, настоящее имя: Томас Любер (нем. Thomas Lüber), 7 сентября 1524 — 31 декабря 1583) — швейцарский врач и богослов. С именем Эрастуса связывают теорию эрастианства, представляющую противоположный кальвинистскому подход к церковной дисциплине. В своих медицинских трудах Эрастус полемизировал с Парацельсом.

## Биография
О ранней жизни и происхождении Томаса Эрастуса известно крайне мало. Не вполне ясно даже, в каком именно из двух Баденов он родился 7 сентября 1524 года, швейцарском или германском. Вероятно, верным является первое предположение, поскольку впоследствии Эрастус называл себя швейцарцем (Helvetius). Тем не менее, вследствие путаницы и разнобоя в источниках, альтернативная версия была распространена ещё в XX веке. Кантон Аргау, где находится швейцарский Баден, к моменту рождения Эрастуса был весьма неоднороден в политическом и религиозном отношениях. Территориально город Баден принадлежал к одноимённому графству, получившему независимость от Габсбургов в 1415 году, но в практическом отношении обладал значительными привилегиями и вольностями, возникшими ещё в до-габсбурсгский период. В 1526 году Баден стал местом известного диспута, на котором католик Иоганн Экк переспорил протестанта Иоганна Эколампадия. Вероятно, ко времени рождения Томаса, графство было преимущественно католическим. Во всех сохранившихся записях до 1549 года фамилия Томаса значится как Любер (Lüber, Lüberus). Во время обучения в Италии он латинизировал её как как Эрастус, переведя на латынь таким образом близкое по написанию слово Lieber, «любящий». Около 1550 года Эрастус подписывался обоими вариантами фамилии. О семье будущего богослова тоже мало что известно. Вероятно, его родственники были крестьянами, и до 1800 года фамилия Любер была наиболее распространённой в кантоне Санкт-Галлен и в прилегающий районах Южной Германии. Вероятно, у Томаса был брат, которому он просил в 1557 году Конрада Геснера передать письмо. Возможно, это тот самый Конрад Любер, швейцарский ножовщик, хороший знакомый родственников Гесснера, который иногда посещал ярмарку во Франкфурте. После смерти Конрада в 1567 году, Томас поддерживал отношения с его кузеном Иоганном.
В Бадене, видимо, под влиянием цвинглианского течения Реформации сформировались взгляды Эрастуса. В 1542 году он был внесён в матрикул Базельского университета. Там он обучался на философском факультете, изучая классические языки, математику и богословие. Через два года из-за эпидемии чумы он покинул Базель и, найдя себе богатого покровителя, отправился в Италию. Три года он изучал философию в Болонье, затем Эрастус шесть лет медицину Падуе, получив в результате докторскую степень. В Италии он женился на женщине благородного происхождения. После этого он провёл несколько лет при дворе графа Хеннеберга в качестве придворного врача. Эрастус быстро получил известность как медицинское светило своего времени. В своих многочисленных трудах он опровергал взгляды Парацельса и, в духе своего времени, активно выражал веру в алхимию, астрологию и колдовство. В 1557 году он получил одновременно два престижных предложения работы: от герцога Саксонии и правителя Пфальца. Приняв последнее, он 3 мая 1558 года возглавил учреждённую курфюрстом Пфальца Отто Генрихом кафедру терепевтики в Гейбельбергском университете. Вскоре Эрастус был избран ректором этого учебного заведения на 1559 год. В том же 1558 году он вошёл в церковный совет города, оказавшись в результате в эпицентре сложного религиозного конфликта, развивавшегося в те годы в Курпфальце.
В правление отличавшегося религиозной терпимостью лютеранина Отто Генриха (1556—1559) Гейдельберг был редким в Европе местом, где могли найти пристанище оригинальные религиозные мыслители. В это время основными богословскими партиями были лютеранская и швейцарская, в свою очередь разделённые на группы. Среди лютеран выделялись последователи Меланхтона, а у швейцарцев выделялись кальвинисты и цвинглианцы, среди которых наиболее заметен был Эрастус. Во внутренних конфликтах между этими группами Эрастус заслужил себе ненависть лютеран, поддержав присвоение докторской степени некоему Стефану Сильвиусу (Etienne Sylvius), против которого выступал лютеранский богослов Тилеман Хессхус. В 1559 году Отто Генрих умер, а его преемник Фридрих III Благочестивый (1559—1576) занял крайне анти-лютеранскую позицию. В 1560 году состоялся коллоквиум, на котором Эрастус представлял реформатскую сторону. В спорном вопросе об евхаристии он получил поддержку главы Collegium Sapientiae, кальвинистского богослова Каспара Олевиана. В августе того же года курфюрст сделал решительный выбор в пользу реформатства, запретив католичество и лютеранство. В 1563 году Эрастус поддержал опубликованное Олевианом и Захарией Урсином вероисповедание кальвинизма, известное как Гейдельбергский катехизис. В апреле 1564 года Эрастус принял участие как представитель Фридриха III в коллоквиуме в Маульбронне. В тот же период он опубликовал две книги по поводу убиквитарианского спора о евхаристии.
В 1568 году в Гейдельберге начался спор о церковной дисциплине, в котором Томас Эрастус был одним из основных участников. 10 июня Джордж Висерс (George Withers), впоследствии архидиакон Колчестера, а в тот момент религиозный беженец из Англии, представил на обсуждение университета свои тезисы в защиту полномочий священнослужителей и пресвитеров осуществлять действия по поддержанию дисциплины, вплоть до отлучения от церкви, в отношении любого виновного, включая правителей. Вопрос об отлучении от причастия «неверующих и лицемеров» уже был рассмотрен в Гейдельбергском катехизисе и двух постановлениях, одно из которых принадлежало перу Олевиана, а второе давало правителю право отлучения от причастия. Диспут по этому поводу начался на следующий день. Олевиан принял сторону Висерса, их поддерживали также кальвинисты Захария Урсин, Джироламо Занчи, Иммануил Тремеллиус и Пётр Датений. Эрастуса поддержали Стефан Сильвиус, Адам Нойзер, Виллинг и муж сестры жены Эрастуса Симон Гринеус. В самом начале спора, в августе 1568 года, Эрастус завершил первую версию своих Комментариев, 100 тезисов в защиту своей теории отлучения от церкви (позднее их число было сокращено до 75). Хотя он не имел такого намерения, копии этого труда распространялись, получая противоречивые отклики. В первой половине следующего года, также в рукописи, на трактат Эрастус откликнулся швейцарский богослов Теодор Беза (Tractatus pius et moderatus de vera excommunicatione et christiano presbytero). На Рождество 1560 года Эрастус завершил расширенную версию своего трактата в шести книгах (Thesium (Quae de excommunicatione positae fuerant) Confirmatio) — пять из них были ответом на книгу Безы, а в шестой он полемизировал со своими оппонентами в Гейдельберге. На ход дисциплинарного спора повлияло то, что сторонники Эрастуса, Нойзер и Иоганн Сильванус были обвинены в ереси и неверии, а Сильванус был казнён. Хотя обвинений в адрес Эрастуса не было выдвинуто, данное обстоятельство пошатнуло его позиции. Окончательно пресвитерианская дисциплина в Курпфальце была введена эдиктом 13 июля 1570 года.
Несмотря на это поражение, Эрустус был избран ректором на 1572 год. Два года спустя гейдельбергская консистория наложила на него наказание, а в 1575 году его безуспешно обвиняли в антитринитаризме. 26 октября скончался курфюрст Фридрих III, которому наследовал лютеранин Людвиг IV (1576—1583). При нём в реформатские богословы были удалены из двора и церкви. Распоряжением курфюрста от 31 июля 1579 года все профессора университета должны были подписать лютеранскую Формулу согласия или подать в отставку. Эрастус, как и большинство его коллег, предпочёл второй вариант. В 1580 году он переехал в Базель, где его родственник Гринеус был профессором богословия. В начале 1581 года Эрастус вступил в медицинскую коллегию Базеля, а летом приступил к преподаванию этики — профессором этой дисциплины он стал в январе следующего года. В конце декабря 1582 года он был избран в совет Базельского университета.
31 декабря 1583 года Томас Эрастус скончался. В базельской церкви Святого Мартина можно увидеть посвящённую ему эпитафия: «Acutus Philosophus, Elegans Medicus, Sincerus Theologusm Heidelbergensis Academiae Columen, Basilensis Lumen».

## Учение

### Эрастианство
В своих тезисах он утверждал, что грехи, совершенные христианами, должны быть наказаны государством и что церковь не должна отказывать в таинствах как форме наказания.  Эта точка зрения теперь известна как эрастианство.
В своих тезисах Эраст объяснил, что грехи исповедующих христианство должны быть наказаны гражданской властью, а не отказом от таинств со стороны духовенства.  Среди тех, кто придерживался этой точки зрения в Вестминстерской ассамблее, были Джон Селден, Джон Лайтфут, Томас Коулман и Булстроуд Уайтлок, чья речь в 1645 году прилагается к версии Тезисов Ли.  Однако после долгих споров была высказана противоположная точка зрения, и только Лайтфут не согласился.  Последующая глава Вестминстерского исповедания веры (о церковных порицаниях) не была ратифицирована английским парламентом.
Согласно Католической энциклопедии, «Тезисы» и «Confirmatio thesium» появились вместе в 1589 году. Центральным вопросом, к которому обращались «Тезисы», был вопрос об отлучении от церкви. Однако этот термин не используется Эрастом в католическом смысле как исключающий преступника.  от общества или членства в церкви. Отлучение, на которое [оно] намекает, было исключением тех, кто ведет плохой образ жизни, от участия в таинствах.

## Труды
- Thomas Erastus. The Theses of Erastus Touching Excommunication / Trans. from lat. by Rev. Robert Lee. — Edinburgh, 1844.